# Diga di Dukan
La diga di Dukan (in curdo Bendava Dûkan‎) è una diga ad arco che si trova sul Piccolo Zab a 220 km a monte dalla sua confluenza col Tigri. Il sito è adiacente alla città di Dukan nel nord del Governatorato di al-Sulaymaniyya nel Kurdistan iracheno.
La diga fu costruita tra il 1954 e il 1959. La centrale idroelettrica utilizza cinque turbine Francis da 80 MW
Nei pressi delle sue rive è presente il sito archeologico di Qalatga Darband.